# Idiocera (Idiocera) acaenophallos
Idiocera (Idiocera) acaenophallos is een tweevleugelige uit de familie steltmuggen (Limoniidae). De soort komt voor in het Oriëntaals gebied.